# Chuhsiungichthys
Chuhsiungichthys is een geslacht van uitgestorven ichthyodectiforme straalvinnige beenvissen dat tijdens het Krijt leefde in zoetwateromgevingen in wat nu Yunnan (China)  en Kyushu (Japan) is. Het verschilt van zijn zustertaxon Mesoclupea voornamelijk door een relatief meer naar voren geplaatste rugvin.
De typesoort Chuhsiungichthys tsanglingensis werd in 1974 benoemd door Lew Chih-Ching. Hij wordt aangetroffen in lagen van het Laat-Krijt van Chuhsiung, provincie Yunnan, waarnaar de geslachtsnaam vernoemd is. Het holotype is V 4704.
In 1994 benoemde Yoshitake Yabumoto twee soorten uit Japan. Chuhsiungichthys yanagidai wordt gevonden in de eerste formatie van de Wakino-subgroep van het Vroeg-Krijt in Kyushu. Het holotype is KMNH VP 100,148. Chuhsiungichthys japonicus wordt gevonden in de vierde formatie van de Wakino-subgroep. Het holotype is KMNH VP 100,150.